# Cantonul Ivry-sur-Seine-Est
Cantonul Ivry-sur-Seine-Est este un canton din arondismentul Créteil, departamentul Val-de-Marne, regiunea Île-de-France, Franța.

## Comune
| Comune                          | Populație (1999) | Cod poștal | Cod INSEE |
| ------------------------------- | ---------------- | ---------- | --------- |
| Ivry-sur-Seine, commune entière | 50.972           | 94.200     | 94.041    |